# 肅清暗藏的反革命分子運動
肅清暗藏的反革命分子運動，簡稱「肅反運動」，是中國共產黨在1955年發動的一場政治運動，目標是肅清中共、政府、軍隊中的反革命分子，运动在1957年年底基本结束，但部分地区的肃反运动持续至1959年左右。肃反运动是时任中共中央主席毛泽东对“胡风反革命集团案”等重大案件整肃的延续，运动期间出现了诸多冤假错案。依据1957年7月的官方数据，肃反运动中有8.1万余人被定案为“反革命分子”、19万余名“反革命分子”投案自首、130多万人因政治问题受到牵连:70-71。此外，依据解密档案，肃反运动中有5.3万人的非正常死亡。

## 运动历史

### 运动早期

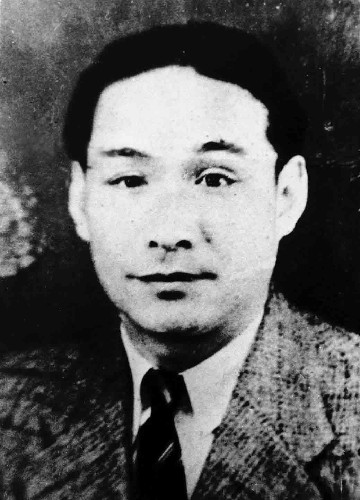
原上海市常务副市长潘汉年在肃反运动初期遭逮捕关押，文革结束后获平反。

肃反运动被视为是1955年初爆发的“胡风反革命集团案”等重大案件整肃的延续。在肃反运动初期的“潘扬反革命集团案”中，1955年4月3日，时任上海市委第三书记、常务副市长潘汉年，突然被当作“内奸”反革命分子遭到逮捕关押（直至文革结束后获得平反），同月原上海市公安局局长扬帆亦被正式逮捕（文革结束后获平反）。据前中国国家主席杨尚昆回忆，毛泽东在1955年4月4日的中共七届五中全会上，点名潘汉年，并特别批评了党内存在“宁右勿左”的思想，对敌人从党内进行破坏的危险认识不足。
1955年5月12日，毛泽东在最高国务会议上发表讲话，提出“提高警惕，肃清一切特务分子；防止偏差，不要冤枉一个好人”，成为肃反运动的指导方针。5月14日，中共中央发出《关于全党必须更加提高警惕，加强同反革命分子斗争的指示》。

### 全面发动
1955年7月1日，中共中央發出《關于展開鬥爭肅清暗藏的反革命分子的指示》，在中國大陆各省、市、自治區、人民解放軍和中央一級黨的、政府和群眾團體的機關開始肅清一切暗藏的反革命分子。官方数据显示，截止1955年7月底（一部分单位是8月初），三十二个单位已经揭露出“反革命分子和各种坏分子”共29,230人，另有“反革命嫌疑分子”共12,488人，并发现了诸多的“小集团”。1955年8月25日，中共中央發出《關于徹底肅清暗藏的反革命分子的指示》，毛澤東將各團體中鎮壓的比例定為百分之五:62。当年10月，时任中共中央宣传部部长、领导肃反运动的中央十人小组组长陆定一，向时任苏联驻华大使帕维尔·尤金通报了肃反运动的情况。

1956年7月21日，周恩来在中国共产党上海市第一次代表大会上讲话，提到：
关于社会肃反，这一次跟上一次镇反不同。上一次是大张旗鼓地镇压五种公开活动的历史上有严重罪行的反革命分子，这一次主要是清查过去没有发现的，隐瞒历史罪行的，或者新钻进来的暗藏的反革命分子。从去年到今年的工作来看，情况比上一次好，反革命分子的数目少了，自首坦白的多了。...... 现在我们的人民民主专政应该是：专政要继续，民主要扩大。从国内来说，残余的反革命分子没有完全肃清，从国外来说，帝国主义还敌视着我们，因此，我们的专政应该继续。
1957年3月21日，《人民日报》发表社论《贯彻人民政协的新精神》，认为：
由于过去几年全国人民的努力，我们已经基本上肃清了反革命残余势力，从而保障了社会主义改造事业的胜利和社会主义建设事业的发展。我们的肃反政策是正确的，所得的胜利是伟大的。虽然在工作中发生过若干偏差，但是应该肯定，运动一般是健康的，成绩是主要的。采取群众路线进行肃反，既便于分清敌我，又便于教育群众。现在残余的反革命分子为数已经不多，但是他们还存在着，他们还会利用各种机会进行破坏活动。所以，我们必须继续保持高度的警惕，继续进行肃反斗争。
肃反运动于1957年底基本结束。肃反运动后期，中央曾要求认真进行检查，对“错斗、错捕、错关、错判”的人做好甄别平反工作，但由于受到1957年夏发动的“反右运动”的影响，甄别平反工作基本被搁置。

### 运动后续
有学者指出，1957年底许多地区的肃反运动尚未结束，同时全国范围的“大跃进”运动发动，1958年中央又指示各地要有计划、有步骤地进一步展开内部“肃反”和社会“镇反”运动，要求把全国“每一个角落都打扫一下”，导致部分地区出现了“肃反运动的大跃进”或“肃反大跃进”。河北、山西、江苏、云南、广东等省份都曾推行过“肃反大跃进”或类似运动，部分地区的肃反运动持续到1959年前后。譬如，江苏省委在“肃反大跃进”期间，在所有基层单位中对141万人展开第四次肃反，其规模比第一、二、三次肃反的总和还要大一倍以上，收到揭发检举材料40余万件。而时任中共四川省委第一书记李井泉，还在未成年的中学生群体中推动了1958年的“肃反”和“反右”运动，据统计全川各地被划为3类（“落后”）、4类（“反动”）的青少年超过3,200人，占当年全省高中和中专1万名应届毕业生的30%以上。

## 运动结果

### 整肃人数
依据1957年7月18日胡乔木在《人民日报》上发表的社论《在肃反问题上驳斥右派》，肃反运动中有8.1万余人被定案为“反革命分子”（普通的历史反革命分子，由于“宽大处理”政策没有计算在内），另有19万余名反革命分子投案自首，还有130多万人“弄清楚了各种各样的政治问题，例如隐瞒参加反动组织、隐瞒反动身份、隐瞒历史上的恶迹等等的问题。”:70-71
此外，依据解密档案，1955年-1957年的肃反运动中，中国大陆共有21.4万人被捕，2.2万人被枪决，总共死亡5.3万人。据时任全国政协常委周鲸文回忆，“共产党这次肃反运动，就是要打击阻碍其行使新经济计划的人，但是这次并未如1951年镇压反革命时那样轰轰烈烈让万人空巷地看杀人。这次也杀了不少人，是随时随地执行的。在城市、乡间也贴杀人布告，让人民围观布告。”

### 整肃案例
- 潘汉年（原上海市委第三书记、常务副市长潘汉年）[10][19]
- 扬帆（原上海市公安局局长）[5][19]
- 周维斌（原内务部户政司司长）[3]
- 张荣桂（原公安部十局副处长）[3]
- 于民一（原吉林省委宣传部理论教育处处长）[3]
- 潘恩溥（山西师范学院教授、民主同盟成员）[3]
- 颜毓蘅（天津南开大学教授，遭迫害致死）[29]

### 冤假错案
肃反运动中，由于政策界限、标准不明确，导致认定“反革命分子”的随意性较大。运动期间出现了诸多冤假错案，有学者指出错案“数以百万计”:72。原全国政协常委周鲸文认为，“共产党搞肃反运动，是宁冤枉好人，也不会实事求是的，而且底下干部拼命地搞，务求凑上毛泽东所指示的每个组织内至少有5%的反革命坏分子。上边如此期望，下边就拼命地凑。凡是有反动行为的人一定逮捕法办，这是自然的。”
1957年5月22日，“反右运动”前夕中共中央统战部召开的各民主党派负责人、无党派民主人士座谈会上，民盟中央副主席罗隆基发言，建议由全国人民代表大会、中国人民政治协商会议成立一个委员会，检查“三反”、“五反”、“肃反”运动中的失误偏差，而该委员会须由执政党、民主党派和无党派民主人士三方面组成，即“成立平反委员会”的主张，但遭到中共高层批判。 罗隆基随后被毛泽东划为右派，于1965年逝世，且在拨乱反正期间依然未获改正。

## 延伸阅读
- Zhengyuan Fu. . Cambridge University Press. 1993: 281–283  [2014-10-24]. ISBN 978-0-521-44228-2. （原始内容存档于2015-03-21）.
- Maurice Meisner. . Simon and Schuster. 1999年4月: 122–124  [2014-10-24]. ISBN 978-0-684-85635-3. （原始内容存档于2015-03-21）.
- Stéphane Courtois; Mark Kramer. . Harvard University Press. 1999: 484–485  [2014-10-24]. ISBN 978-0-674-07608-2. （原始内容存档于2015-03-21）.

- Frederick C Teiwes.  (学位论文). New York: Columbia University. 1971 （英语）.